# Drosophila acutilabella
Drosophila acutilabella är en tvåvingeart som beskrevs av Harrison D. Stalker 1953. Drosophila acutilabella ingår i släktet Drosophila och familjen daggflugor.
Artens utbredningsområde är Florida.